# مان ولوار

موقع اقليم ماين ولوار

ماين ولوار (بالفرنسية:  تُنطق [اسمع في هذا المتصفح]Maine et Loire)‏ هو إقليم فرنسي، يقع في وسط غرب فرنسا، في منطقة بايي دو لا لوار. مركز إقليم ماين ولوار والمدينة الكبرى فيه هي مدينة أنجيه.
جزء واحد من ولاية ماين ولوار، على طول نهر لوار، من مونسورياو (وقلعة مونسورياو) إلى شالون-سور-لوار تم إدراجه في موقع تراث عالمي وادي اللوار عام 2000.

## تاريخ الإقليم
إقليم ماين ولوار هو واحد من الأقاليم الـ 83 التي تتشكل منها فرنسا، تم أنشاؤها خلال الثورة الفرنسية يوم 4 مارس 1790، في الأصل كانت تسمى مايان ولوار (بالفرنسية:Mayenne-et-Loire)، ولكن تغير اسمه إلى إقليم ماين ولوار في عام 1791، أنشأ من جزء من منطقة أنجو السابقة.

## جغرافية الإقليم
يعد ماين ولوار جزءا من منطقة بايي دو لا لوار وتحيط به كل من الأقاليم التالية: إيل وفيلان (بالفرنسية:Ille-et-Vilaine)، ماين بالفرنسية:Mayenne)، سارت بالفرنسية:Sarthe)، أندر ولوار بالفرنسية:Indre-et-Loire)، فيين بالفرنسية:Vienne)، دو سيفر بالفرنسية:Deux-Sèvres)، فونديه بالفرنسية:Vendée)، ولوار الأطلسية(بالفرنسية:Loire-Atlantique).
يمتلك إقليم ماين ولوار العديد من المناظر الطبيعية المتنوعة، والتي يتراوح مداها من تلال تغطيها الغابات في الجنوب ويفصل بينها وبين الشمال وادي لوار، أما أعلى نقطة في الإقليم فهي كولين دس كارديس إذ يبلغ ارتفاعها 210 م.

## سكان الإقليم
ويطلق على سكان إقليم ماين ولوار اسم انجيفينز، من مقاطعة أنجو السابقة.

## معرض صور

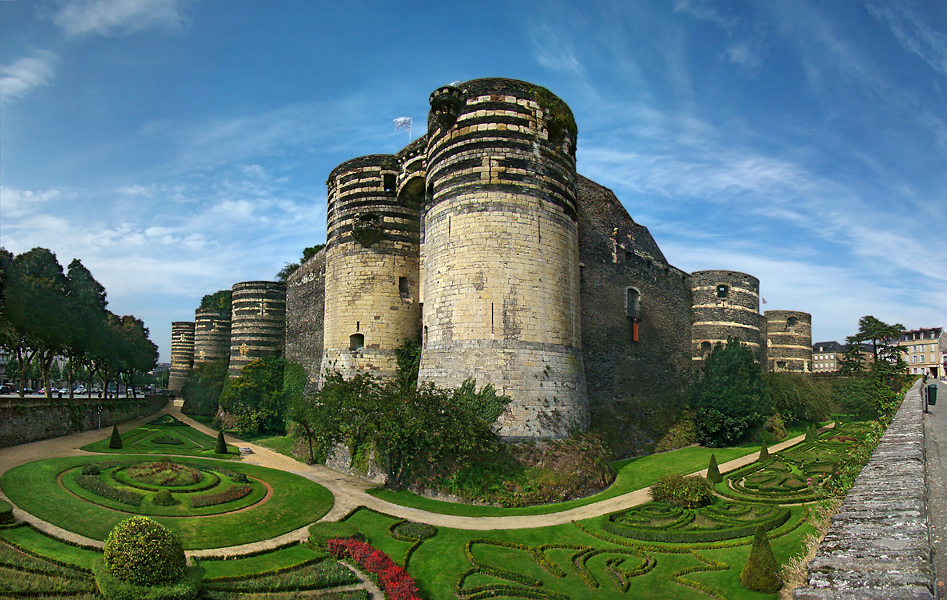
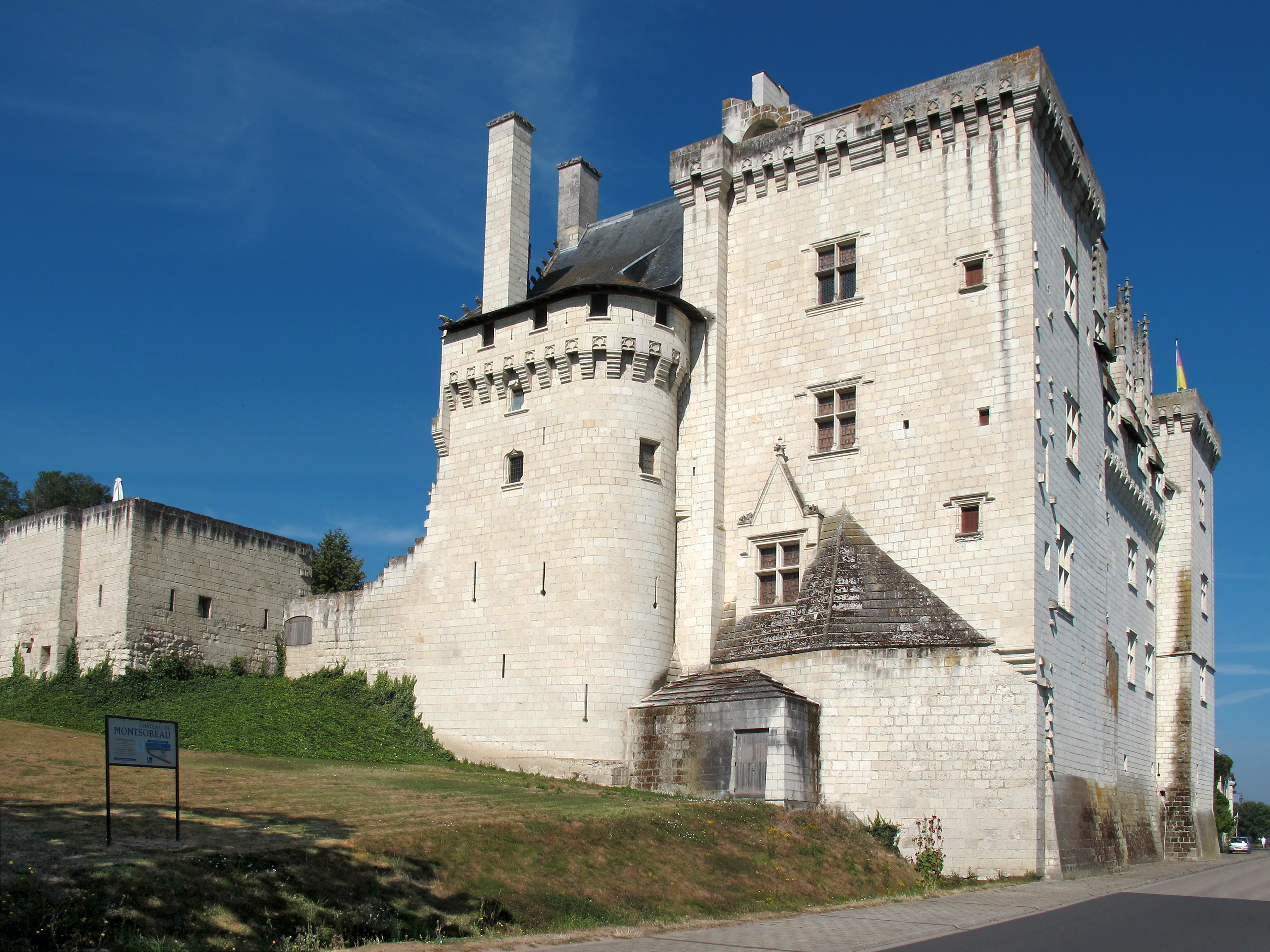
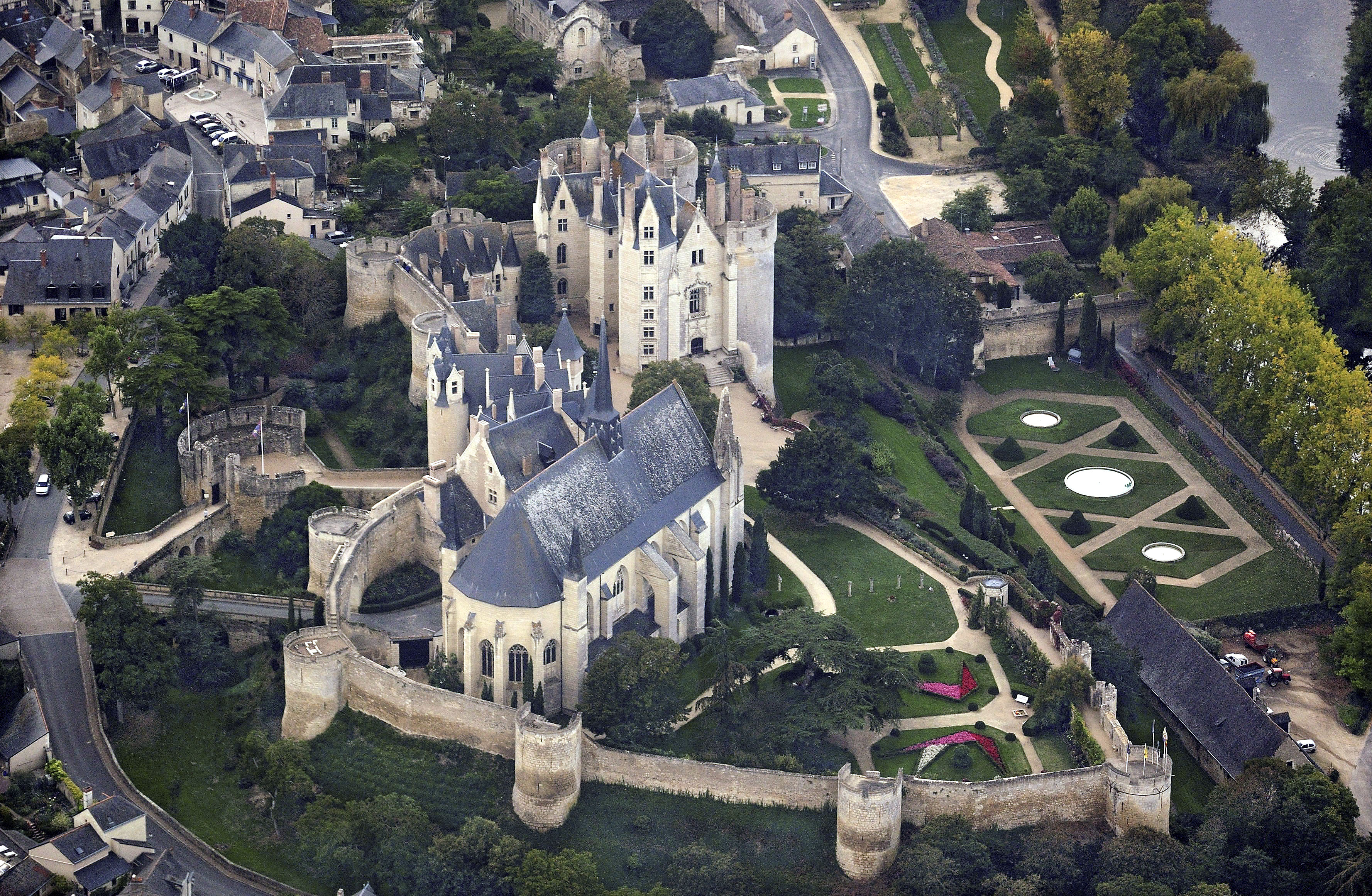
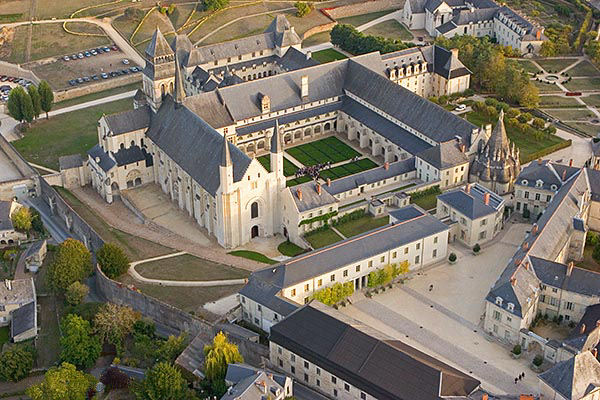
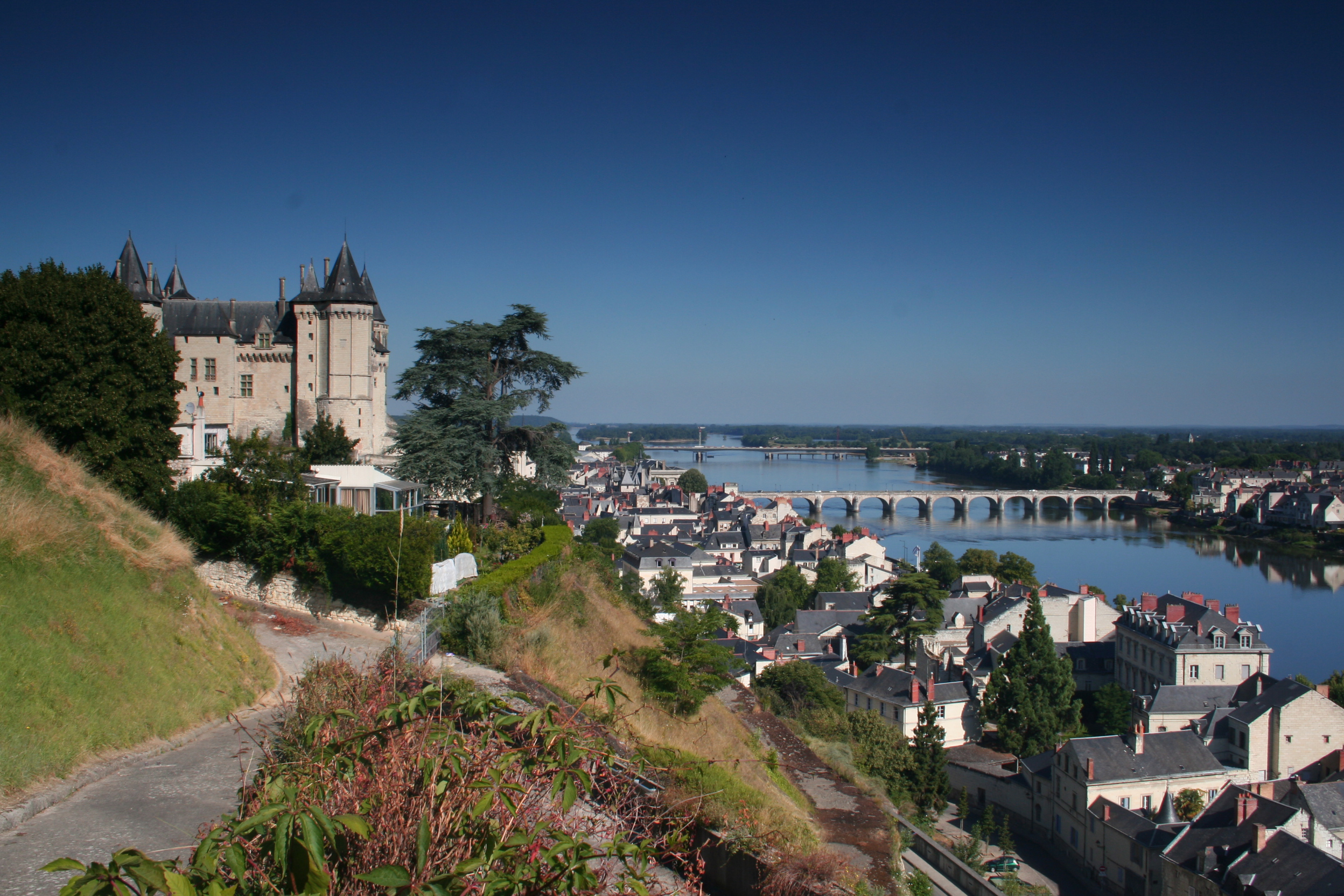
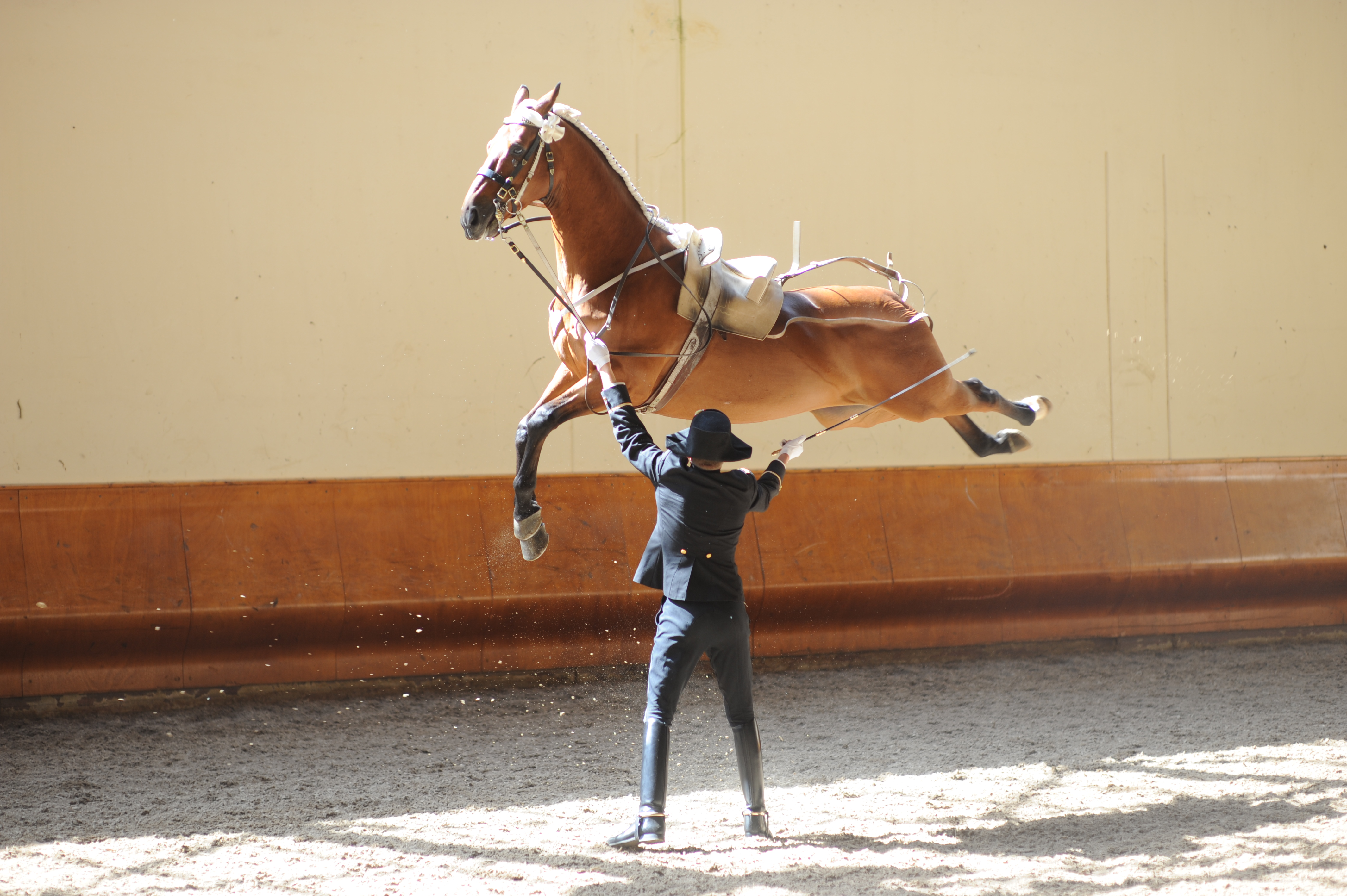

## أعلام
- ويليام برتراند
- جان دو لافال